# Paucartambo, Pasco
Paucartambo är ett av de tretton distrikt som utgör provinsen Pasco. Det ligger i den sydvästra delen av departementet Pasco. Distriktet gränsar i norr till Huachón; i söder till Ulcumayo (Junín); i öster till Ulcumayo (Junín) och Chontabamba (Oxapamapa); och i väster till Ninacaca (Pasco) och till Carhuamayo (Junín). Folkmängden uppgick till 11 216 personer enligt folkräkningen 2017.

## Historik
Under kolonialtiden skapades Paucartambo år 1692, då dessa landområden genom kungligt dekret överfördes till den spanska damen Ana María Tello.
Paucartambino-element deltog aktivt i frihetskriget, särskilt i Slaget vid Junín.
Under republiken fortsatte Paucartambo att välkomna människor från andra områden, så att stadsområdet grundades med prognoser om större fysisk tillväxt och befolkningstillväxt. På samma sätt transporterades produkter som utvanns från landsbygden genom jordbruket i karavaner till Lima och till gruvcentra i området. Dessa verksamhet gjorde det möjligt för Paucartambo att höjas till kategorin ”distrikt” genom dekret den 2 januari 1857.
Under kriget med Chile bidrog Paucartambo ekonomiskt, och på slagfälten, särskilt under Brenakampanjen, under befäl av Andrés Avelino Cáceres. Det var under denna period som Paucartambo, liksom andra städer i Peru, led av allvarliga övergrepp från chilenarna.
År 1913 var det en konflikt med byn Ulcumayo, som försökte ta mark från Paucartambo i besittning. Tvisten fördes upp till högre myndigheter, som dömde till förmån för samhället Paucartambo. Den 30 december 1918, upphöjdes Paucartambo för andra gången till kategorin distrikt, och lösgjorde sig från Ninacaca. År 1936, hamnade Paucartambo i tvist med Quiparacra liksom med Ninacaca tidigare, som gjorde anspråk på Paucartambos landområden och hävdade äganderätten över dem (områden som Chiquiacocha och senare Hualca Lanturache och Tingo). Denna tvist avgjordes av en skiljedomstol, vars skiljeförfarande började den 1 juni 1937.

## Geografi
Distriktet Paucartambo, känt som en dal för jordbruk och vattenenergi, ligger i den östra delen av provinsen Pasco, i ekoregionerna Yungas, Quechua, Suni och Puna (jalca). Centralorten, Paucartambo, ligger 96 km från Cerro de Pasco.
Ytan uppgår till 704,33 km² och altituden är 2 880 m ö.h.

## Näring
Jordbruksproduktionen är främst majs, potatis och baljväxter.
Boskapsproduktionen omfattar nötkreatur, får, grisar, hästar, alpacka och lamor.
Gruvverksamheten är departementets viktigaste ekonomiska verksamhet, men inte distriktets. Bly, silver, zink, koppar och en stor mängd finmetaller som används inom elektronikindustrin utnyttjas.
Yuncándammen ger dess huvudsakliga energitillskott i Pascodepartementet och i centrala Peru.

## Indelning
År 1857 erkändes Paucartambo som stad och sennare som ett distrikt (30 december 1918). Paucartambo bestod av byarna: Rányac (Liriopampa), Huamparac (Bellavista), Tayapampa, San Mateo de Tambillo, Manicotán, Auquimarca och Aco; och egendomarna Manto, Santos, San José, Hualca och Tingo.